# Enveja bequaerti
Enveja bequaerti är en insektsart som beskrevs av Navás 1916. Enveja bequaerti ingår i släktet Enveja och familjen Embiidae. Inga underarter finns listade i Catalogue of Life.